# Guzmania foetida
Guzmania foetida är en gräsväxtart som beskrevs av Werner Rauh. Guzmania foetida ingår i släktet Guzmania och familjen Bromeliaceae. Inga underarter finns listade i Catalogue of Life.